# Acalypha michoacanensis
Acalypha michoacanensis är en törelväxtart som beskrevs av Sessé och José Mariano Mociño. Acalypha michoacanensis ingår i släktet akalyfor, och familjen törelväxter. Inga underarter finns listade i Catalogue of Life.